# Višňov
Višňov (maďarsky Visnyó, rusínsky Бишньов) je obec na Slovensku v okrese Trebišov.

## Polohopis
Višňov leží v severozápadní části Východoslovenské nížiny, v  nadmořské výšce kolem 130 m.

## Vývoj názvu obce
- 1270 – Wysno
- 1289 – Wysnow
- 1306 – Fuluisno
- 1329 – Nogvisnow, Kis Visnod, Eghazas Wysnow
- 1355 – Nogvysnyo
- 1459 – Kyswysnyo, Naghwysnyo
- 1773 – Wissnow
- 1900 – Visnyó
- 1920 – Višňov

## Dějiny
Chronologický přehled
- 1270 – Obec daroval Štefan V. magistrovi Rajnoldovi, zakladateli rodu Rozgonyiovců.
- 1598 – Obec patří faře ve Vranově nad Topľou
- 1672 – Drugethovci darovali obec paulínům z Vranova nad Topľou
- 1493 – Obec měla 14 usedlostí, z toho 6 opuštěných.
- 1828 – V obci žilo 413 obyvatel v 54 domech.
- 1880 – 1910 – Mnoho obyvatel obce se vystěhovalo.

Na Višňovčíku, v katastru sousedního Bačkova, se našly stopy po sídlišti a keramika, pocházející z 8.–9. století.
První doklad o Višňovu je v listině krále Bély IV. z roku 1245 o prodeji statků Albinova a Techna (Dvorianky), sousedících s katastrem vesnice Višňov. Její název byl zapisován v 13.–14. století střídavě v české podobě Višňov a pomaďarštěné podobě Visnyo, od 15. století zcela převládal pomaďarštěný název, jehož kořeny spočívají ve slově višeň.
V polovině 13. století patřil Višňov jako věno haličskému knížeti Rostislavovi, zeti uherského krále Bély IV. Po smrti knížete připadl opět králi a Štěpán V. jej v roce 1270 jako majetkovou součást čičavského panství daroval šlechtici Reinoldovi, zakladateli rodu z Rozhanovců. Palatin Reinold a jeho synové darovali část višňovského statku zemanům jako svým vazalům, což listinou potvrdil roku 1296 palatin Omodej. Část višňovského statku a vesnice patřila k čičavskému, později k vranovskému panství i v 16.–17. století.

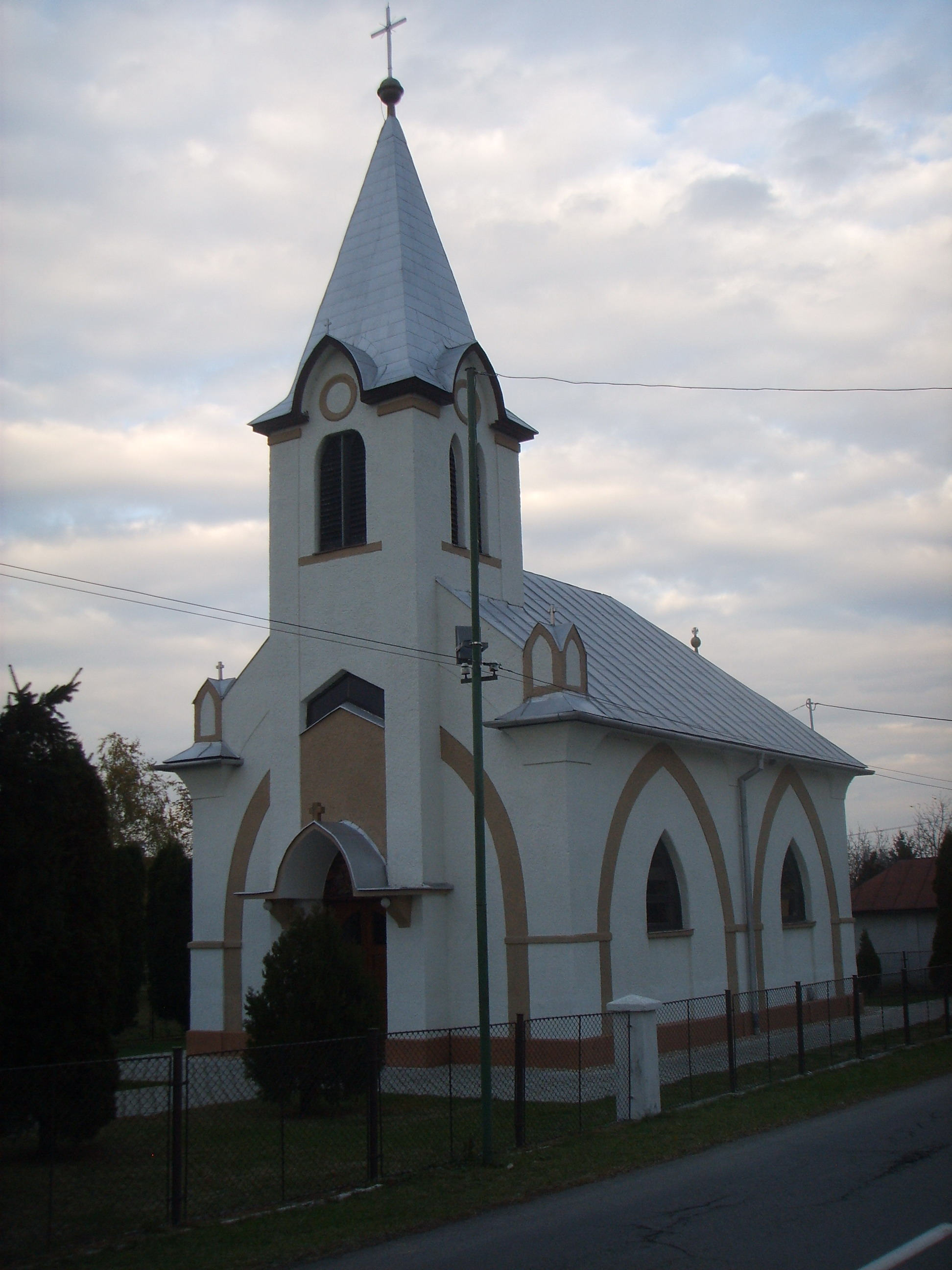
Římskokatolický kostel

Na přelomu 13. a 14. století část višňovského statku nabyl případně zabral šlechtic Peter, syn Petena, který v roce 1306 horní část statku, resp. vesnici Vyšný Višňov, daroval svým vazalům. Petenovskou část Višňova daroval Karol Róbert v roce 1321 šlechticům z rodu Bokša jako majetkovou součást Sečovského panství. Část vesnice a višňovského statku příslušela k Sečovskému panství i ve 14.–15. století.
V 17. století byl Višňov majetkem vranovského farního kostela.
Nepochybně již ve 13. století existovaly dvě, případně tři sídlištní části Višňova, které byly odlišeny názvy Velký, Malý resp. Nižný a Vyšný Višňov, jakož i kostelní Višňov. V 15.–16. století byl rozlišován Velký Višňov od Malého Višňova. Používáním maďarského názvu ve smyslu Kostelní Višňov, dokumentovaného k roku 1329, svědčí o tom, že ve Višňové byl kostel pravděpodobně již před 14. stoletím. V 17. století byl filiálním kostelem evangelické reformované farnosti Sečovce.
V roce 1441 byly sedláci z usedlostí v části Malý Višňov zdaněni čtrnácti zlatými. Zdanění se netýkalo místní části Velký Višňov, pravděpodobně proto, že vesnice vyhořela nebo tam sedláci nežili. V roce 1493 se v čičavsko – vranovské části Višňova, tedy ve Velkém Višňově, hospodařilo v osmi selských usedlostech, pozemky dalších šesti selských usedlostí byly neobhospodařované. Velkovišňovští sedláci, s výjimkou rychtáře, byli v roce 1567 zdaněni za 3,25 usedlosti. Kromě toho bylo v obci pět chalupníků a pět opuštěných usedlostí. V roce 1582 byli sedláci zdaněni za 3,5 usedlosti. V roce 1600 bylo ve Višňově patnáct obydlených poddanských domů, kostel, fara a škola.
Višňov byl na přelomu 16. a 17. století malou vesnicí s poddanským i farským obyvatelstvem. Narůstání chudoby a ubývání poddanských usedlostí pokračovalo i v 17. století. V roce 1610 byli tehdejší sedláci a chalupníci zdaněni za půl a osminu usedlosti, v roce 1635 pouze za čtvrtinu usedlosti. V roce 1715 bylo ve Višňově šest a v roce 1720 jen pět poddanských domácností.

## Symboly obce
Podle heraldického rejstříku  obec tyto symboly přijala 31. července 2003. Na znaku je mluvící znamení podle otisku pečetidla obce z druhé poloviny 18. století.

### Znak
Ve stříbrném štítě zelenými větvičkami ověnčená nahoru otočená červená dvojvišně na zelené stopce.

### Vlajka
Vlajka má podobu šesti podélných pruhů bílého, červeného, zeleného, bílého, červeného a zeleného ve stejném poměru. Vlajka má poměr stran 2:3 a ukončena je třemi cípy, tj. dvěma zástřihy, sahajícími do třetiny jejího listu.

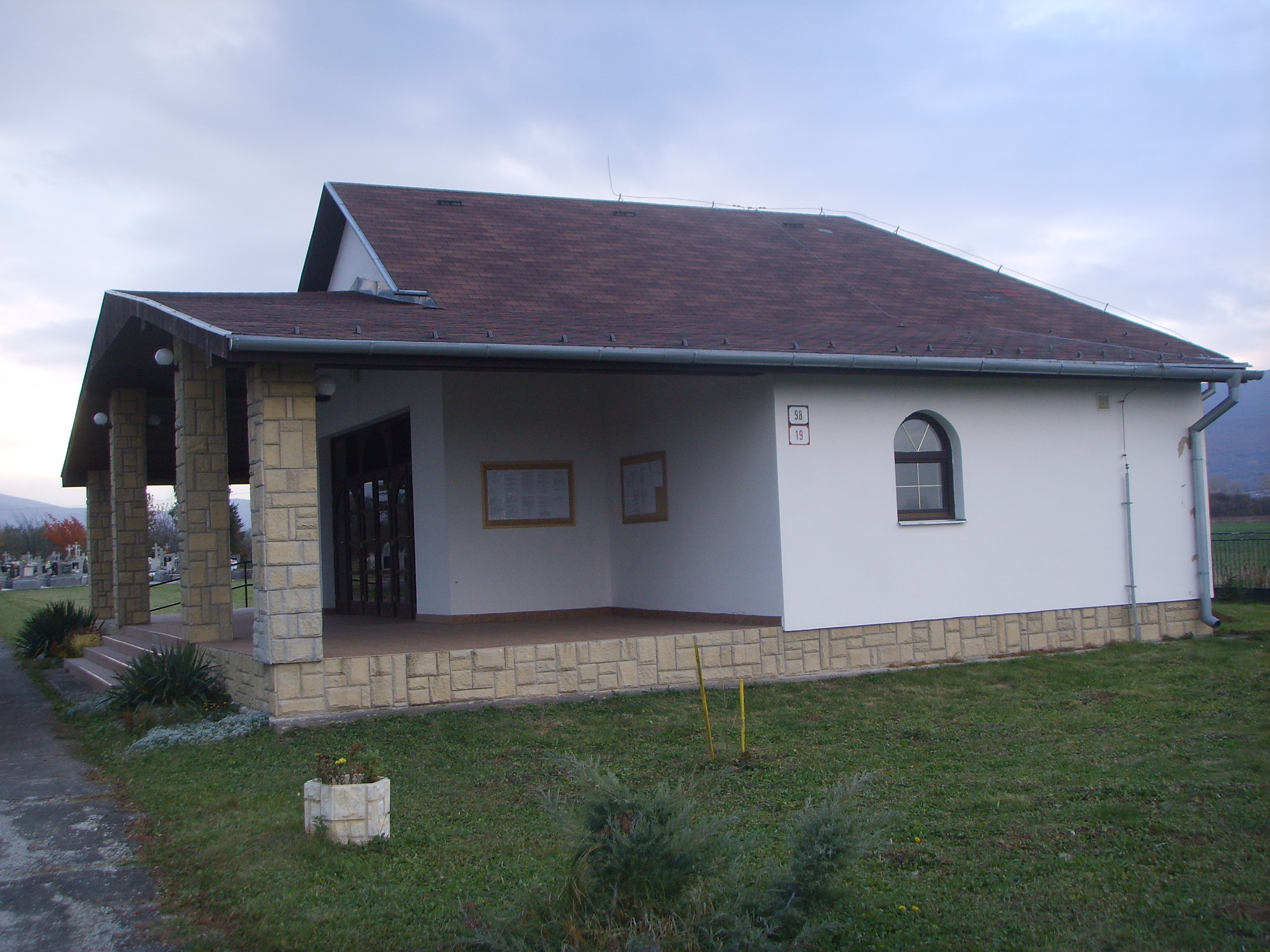
Dům smutku

## Obyvatelstvo
V obci žije 247 obyvatel (údaj platný k roku 2011).

### Demografie
Podle národnosti
- Slovenská: 99%

Podle pohlaví
- Muži: 110
- Ženy: 111

Podle věku
- 0–14 let: 26
- 15–54 let ženy: 57
- 15–59 let muži: 67
- 55 a více let ženy a 60 a více let muži: 71

## Občanská vybavenost
V obci je vybudována rozvodová síť plynu, elektrické energie a veřejný vodovod. Obcí prochází
silnice III. třídy.
V obci se nachází společenský sál, veřejná knihovna, nákupní středisko, katolický kostel, hřbitov a dům smutku.